# Зала
Вижте пояснителната страница за други значения на Зала.
Залата е голямо покрито помещение. В разширен смисъл означава сградата, в която основното помещение е зала (обикновено с голям капацитет).
Предназначена е главно за масови обществени прояви – събрания, конгреси, концерти, състезания и други с кратка или по-голяма продължителност (изложби) или с постоянно предназначение, но изискващи възможност да побират повече хора – търговска зала и др. Капацитетът им обикновено е от няколко десетки до много хиляди души.
Голямата зала често е главното помещение (освен обслужващите я по-малки помещения) в самостоятелна сграда, построена специално заради залата. Съществуват и сгради, включващи редица зали (с прилежащи по-малки помещения), специално изградени за масови обществени прояви с различна посещаемост – например така наречените конгресни центрове като Националния дворец на културата в София.
По своето предназначение залите могат да бъдат:
- заседателна зала,
- зрителна зала,
- изложбена зала,
- търговска зала,
- читална зала,
- концертна зала,
- конгресна зала,
- спортна зала,
- зала на славата и др.